# رنه گاریلئه
رنه گاریلئه (فرانسوی: Renée Garilhe‎; ۱۵ ژوئن ۱۹۲۳ – ۶ ژوئیهٔ ۱۹۹۱) شمشیرباز اهل فرانسه بود.
وی در مسابقات کشوری و بین‌المللی در مجموع برندهٔ ۱ مدال برنز شده‌است.